# The Spektors
The Spektors fue una banda australiana de beat , pop y rock 'n' roll activa en Perth desde 1964 hasta mediados de 1966.

## Historia
The Spektors se formaron en 1964 por la co-vocalistas y co-bateristas John Collins y Bon Scott, junto con Brian Gannon en la guitarra bajo, Murray Gracie en la guitarra rítmica y voz, y Wyn Milson en la guitarra. Collins y Scott serían cada mitad jugar un juego como el tambor y la otra mitad como vocalista principal. Se realizaron como beat, pop y rock 'n' rolk.
The Spektors disfrutaron de reconocimiento local, al ganar el calor de la Perth nacional Batalla de los sonidos de Hoadley competencia. Su repertorio incluye canciones populares, a menudo originalmente por The Rolling Stones y The Beatles. A medida que la banda desarrolló, Scott sería un paso adelante y cantar de vez en cuando, mientras que Collins tocó la batería, en canciones tales como una cubierta de Van Morrison's "Gloria". De acuerdo con Gracie sus influencias eran "más azules que el pop - grupos como The Pretty Things, ellos, y The Kinks".
En octubre de 1965 el grupo grabó pistas para el espectáculo de televisión local, el Club 17 , que incluye versiones de  Chuck Berry y The Beatles. A finales de 1966, Milson y Scott se unieron a los miembros de los rivales locales The Winstons, y formó un nuevo grupo, The Valentines, con Scott compartiendo tareas vocales con Winston Vince Lovegrove.

## Discografía
- Bon Scott with The Spektors (1992) (Maxisencillo)
- Bon Scott with The Spektors and The Valentines (1999) (Álbum compilatorio)